# راینر هاک
راینر هاک (انگلیسی: Rainer Hauck؛ زادهٔ ۱۶ ژانویهٔ ۱۹۷۸) بازیکن فوتبال اهل آلمان است.
از باشگاه‌هایی که در آن بازی کرده‌است می‌توان به باشگاه فوتبال کایزرسلاوترن و باشگاه فوتبال اف۹۱ دودلانژ اشاره کرد.